# Olympische Jugend-Sommerspiele 2014/Segeln
| Segeln bei den II. Olympischen Jugend-Sommerspielen | Segeln bei den II. Olympischen Jugend-Sommerspielen |
| Olympische Ringe · Segeln                           | Olympische Ringe · Segeln                           |
| Informationen                                       | Informationen                                       |
| --------------------------------------------------- | --------------------------------------------------- |
| Teilnehmer:                                         | 120 Athleten                                        |
| Datum:                                              | 18. August–23. August                               |
| Austragungsort:                                     | Jinniu Lake Sailing Venue                           |
| Wettkampfort:                                       | Nanjing                                             |
| Entscheidungen:                                     | 4                                                   |
| ← Singapur 2010                                     | Buenos Aires 2018 →                                 |
| Olympische Ringe                                    | Segeln                                              |

| Olympische Jugend-Sommerspiele 2014 (Medaillenspiegel Segeln) | Olympische Jugend-Sommerspiele 2014 (Medaillenspiegel Segeln) | Olympische Jugend-Sommerspiele 2014 (Medaillenspiegel Segeln) | Olympische Jugend-Sommerspiele 2014 (Medaillenspiegel Segeln) | Olympische Jugend-Sommerspiele 2014 (Medaillenspiegel Segeln) | Olympische Jugend-Sommerspiele 2014 (Medaillenspiegel Segeln) |
| Platz                                                         | Mannschaft                                                    | Goldmedaillen                                                 | Silbermedaillen                                               | Bronzemedaillen                                               | Gesamt                                                        |
| ------------------------------------------------------------- | ------------------------------------------------------------- | ------------------------------------------------------------- | ------------------------------------------------------------- | ------------------------------------------------------------- | ------------------------------------------------------------- |
| 01                                                            | Singapur                                                      | 2                                                             | —                                                             | —                                                             | 2                                                             |
| 02                                                            | Argentinien                                                   | 1                                                             | —                                                             | —                                                             | 1                                                             |
| 0                                                             | China                                                         | 1                                                             | —                                                             | —                                                             | 1                                                             |
| 04                                                            | Russland                                                      | —                                                             | 2                                                             | —                                                             | 2                                                             |
| 05                                                            | Niederlande                                                   | —                                                             | 1                                                             | 1                                                             | 2                                                             |
| 06                                                            | Portugal                                                      | —                                                             | 1                                                             | —                                                             | 1                                                             |
| 07                                                            | Frankreich                                                    | —                                                             | —                                                             | 1                                                             | 1                                                             |
| 0                                                             | Ungarn                                                        | —                                                             | —                                                             | 1                                                             | 1                                                             |
| 0                                                             | Peru                                                          | —                                                             | —                                                             | 1                                                             | 1                                                             |

Bei den Olympischen Jugend-Sommerspielen 2014 in der chinesischen Metropole Nanjing wurden vier Wettbewerbe im Segeln ausgetragen.
Die Wettbewerbe fanden vom 18. bis zum 24. August im Jinniu Lake Sailing Venue statt.

## Jungen

### Byte CII
| Platz | Land | Athlet                  | Punkte |
| ----- | ---- | ----------------------- | ------ |
| 1     | SIN  | Cheok Khoon Bernie Chin | 38     |
| 2     | POR  | Rodolfo Pires           | 47     |
| 3     | HUN  | Jonatan Vadnai          | 50     |

Die Finalwettkämpfe wurden am 24. August ausgetragen.

### Techno 293
| Platz | Land | Athlet                          | Punkte |
| ----- | ---- | ------------------------------- | ------ |
| 1     | ARG  | Francisco Cruz Saubidet Birkner | 19     |
| 2     | RUS  | Maxim Tokarew                   | 19     |
| 3     | NED  | Lars van Someren                | 23     |

Die Finalwettkämpfe wurden am 24. August ausgetragen.

## Mädchen

### Byte CII
| Platz | Land | Athlet            | Punkte |
| ----- | ---- | ----------------- | ------ |
| 1     | SIN  | Samantha Yom      | 27     |
| 2     | NED  | Odile van Aanholt | 28     |
| 3     | PER  | Jarian Brandes    | 50     |

Die Finalwettkämpfe wurden am 24. August ausgetragen.

### Techno 293
| Platz | Land | Athlet            | Punkte |
| ----- | ---- | ----------------- | ------ |
| 1     | CHN  | Wu Linli          | 10     |
| 2     | RUS  | Mariam Sechposjan | 18     |
| 3     | FRA  | Lucie Pianazza    | 20     |

Die Finalwettkämpfe wurden am 24. August ausgetragen.